# قلنسوي رقيق الراس
قلنسوي رقيق الراس (الاسم العلمي: Mycena leptocephala) هو نوع من الفطريات يتبع جنس القلنسوي من الفصيلة القلنسوية.